# Tropisternus lateralis
Tropisternus lateralis är en skalbaggsart som först beskrevs av Fabricius 1775.  Tropisternus lateralis ingår i släktet Tropisternus och familjen palpbaggar.

## Underarter
Arten delas in i följande underarter:
- T. l. lateralis
- T. l. nimbatus
- T. l. limbatus
- T. l. limbalis
- T. l. humeralis